# Torre di San Giuliano
La Torre di San Giuliano (in maltese Torri ta' San Ġiljan), nota anche come Torre di Sliema (Torri tas-Sliema), è una piccola torre di avvistamento costiera della cittadina di Sliema, Malta, costruita nel 1658 insieme ad altre torri di De Redin ed oggi utilizzata come ristorante.

## Storia
La Torre di San Giuliano fu costruita nel 1658 per proteggere la baia di San Giuliano, sull'isola di Malta. Il progetto è identico a quello delle altre torri ordinate dal Gran Maestro De Redin, con una pianta quadrata, due piani e una piccola torretta sulla cima. Da qui si scorgono la Torre di San Giorgio e il porto della capitale La Valletta.
Nel 1715 una batteria di artiglieri fu costruita intorno al versante della torre che si affaccia sul mare. Una parte di essa aveva un parapetto con quattro feritoie, mentre il resto era riservato alla barbetta. La struttura era ulteriormente protetta da un muro dentellato (detto redan in francese) e dalla scogliera rocciosa e frastagliata.
Nel 1798, durante l'assedio francese, gli insorti guidati da Vincenzo Borg occuparono la Torre di San Giuliano e l'annessa batteria e, successivamente, le armi lì conservate furono trasferite a Paola, vicino alla capitale, per poter bombardare l'esercito francese.
Nel 1951 il governo di Malta vi affisse una targa di marmo con lo stemma del Gran Maestro che fece costruire la torre.
Oggi il lungomare più famoso di Malta prende il nome di Tower Road ("Via della Torre", Triq it-Torri in maltese). La batteria e il muro difensivo dentellato hanno lasciato il posto al viale lungomare e ad un ristorante (It-Torri).

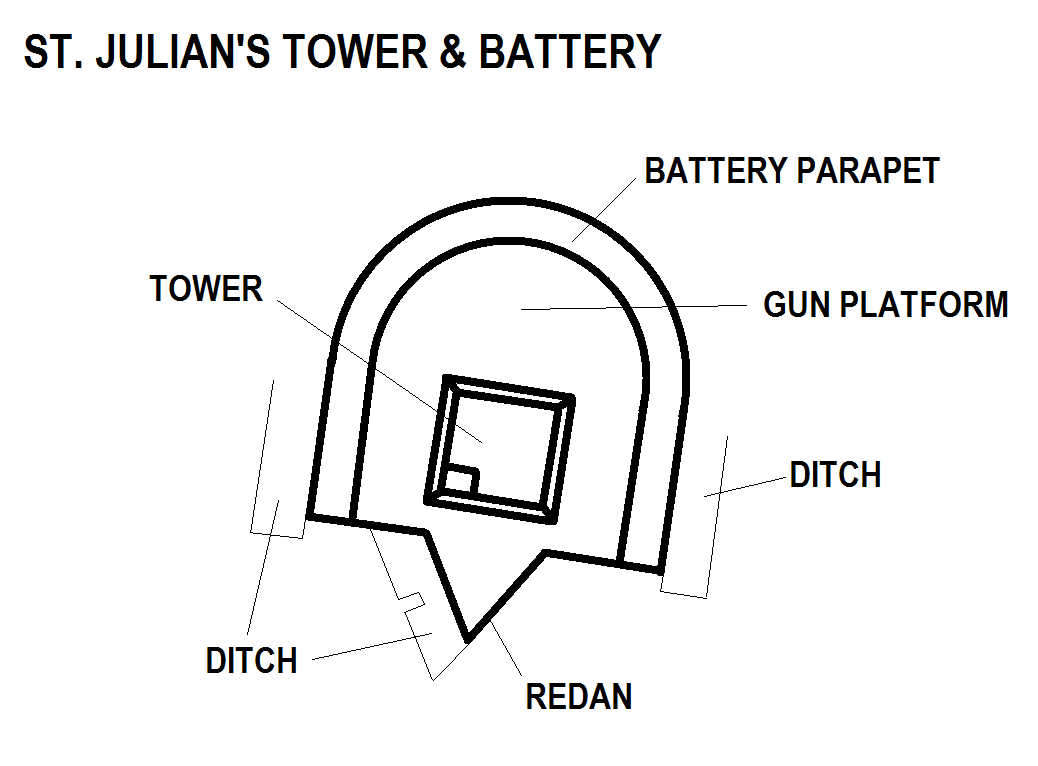
Pianta della struttura difensiva dopo gli interventi del 1715.